# Carlos Américo de Sampaio Viana
Carlos Américo de Sampaio Vianna, primeiro e único Barão de Sampaio Vianna ComC (Salvador, 24 de junho de 1835 — Rio de Janeiro, 10 de julho de 1912) foi um funcionário público brasileiro.
Exerceu diversos cargos públicos, entre os quais inspetor da Alfândega do Rio de Janeiro.
Além de agraciado barão por Decreto de 5 de maio de 1889, foi também oficial da Imperial Ordem da Rosa e comendador da Ordem de Cristo.
Está sepultado no Cemitério do Catumbi, na cidade do Rio de Janeiro.